# Sargocentron xantherythrum
Sargocentron xantherythrum is een straalvinnige vissensoort uit de familie van eekhoorn- en soldatenvissen (Holocentridae). De wetenschappelijke naam van de soort is voor het eerst geldig gepubliceerd in 1903 door Jordan & Evermann.